# 原田和実
原田 和実（はらだ かずとみ、1996年 - ）は、フジテレビのディレクター、演出家。

## 来歴
静岡県出身。横浜国立大学在学中は学生劇団「三日月座」に所属。そこで脚本を書いていたことがきっかけで放送作家を目指す。その中で、ディレクターとして番組作りに関わりたいと思うようになり、テレビ局に憧れるようになる。『99人の壁』を企画した千葉悠矢が当時2年目だったと知って、若手の企画を見てくれる会社であると感じて2020年にフジテレビ入社。当初は『ネプリーグ』のADを担当。
2021年、入社2年目で演出を手掛けた『ここにタイトルを入力』がSNS上で「ヘンテコすぎて笑った」などと話題になり、注目される。

## 人物
- 少年期は特別テレビっ子というわけではなかったが[2]、テレビプロデューサーの佐久間宣行の番組には影響を受けており、佐久間が演出した『ウレロ☆シリーズ』にハマったのが演劇を始めるきっかけとなった。
- 演出を担当する番組では、放送作家の竹村武司、演者ではシソンヌの長谷川忍とタッグを組むことが多い。

## 現在の担当番組
レギュラー
- 何か“オモシロいコト”ないの?（ディレクター）

特番
- ここにタイトルを入力（2021年 - 、若手スタッフのチャレンジ枠などで放送）
- あえいうえおあお（2022年）[6]
- デタラメ賛（2022年）
- ケーキのかわり（2023年）
- 内村と棒（2022年11月20日放送『内村と相棒』内の1コーナー）
- ただ今、コント中。（2022年1月22日 - ディレクター）
- 新春!爆笑ヒットパレード（AD→2023年1月1日からディレクター）
- 有吉弘行の脱法TV（2023年11月13日 - ディレクター）

## 過去の担当番組
レギュラー
- ネプリーグ（AD）

特番
- FNS27時間テレビ 鬼笑い祭（AD）

## 出演
- あたらしいテレビ2023（2023年1月1日、NHK総合）